# Nasri
Nasri Tony Atweh (n. 6 martie 1981, Canada), mai cunoscut după numele său de scenă Nasri, este un cântăreț, cantautor și producător muzical canadian de origine arabă-palestiniană, câștigător al premiului Grammy, care locuiește în prezent în Los Angeles, California, Statele Unite. Este cunoscut cs fiind vocalistul trupei Magic!.